# 少城街道
少城街道是中华人民共和国四川省成都市青羊区所辖街道，位于青羊区东部。根据2006年的数据，辖区人口5万。2019年12月，青羊区调整部分街道行政区划。撤销汪家拐街道，将原汪家拐街道文翁社区、少城社区、长城社区和文庙社区金盾路中心线以南以及草堂街道琴台路社区西郊河西岸以东行政区域划归少城街道管辖，少城街道办事处驻东门街69号。

## 行政区划
少城街道下辖以下地区：
四道街社区、商业街社区、宽巷子社区、文翁社区、长城社区和祠堂街社区。

## 官方网站
- 青羊区公众信息网—少城街道办事处